# Hans Gazert
Hans Gazert (* 15. Mai 1870 in Harburg (Elbe); † 27. November 1961 in Garmisch-Partenkirchen) war der Expeditionsarzt der ersten deutschen Antarktisexpedition unter Erich von Drygalski. Seine Aufzeichnungen während der Expedition trugen mit dazu bei, dass Beriberi als Vitaminmangelerkrankung erkannt wurde.

## Frühe Jahre
Der Vater Ludolph Gazert (1813–1892) war Direktor des Krankenhauses in Harburg. Bereits in früher Jugend interessierte sich Hans Gazert für naturwissenschaftliche, medizinische und polare Themen. Nach dem Abitur absolvierte er ein Medizinstudium in München und promovierte 1896 mit einer Arbeit über den Wundstarrkrampf. Während seiner Zeit als Assistenzarzt am Klinikum links der Isar unternahm er häufig Klettertouren in den Alpen, wobei er sich auch glaziologischen Fragestellungen widmete. Bekannt geworden ist seine Erstbegehung der Route vom Eibsee über das Bayerische Schneekar auf die Zugspitze am 29. Juni 1895 und des Öfelekopf-Westgipfels im Wettersteingebirge im Jahre 1895.

## Antarktisexpedition
Anlässlich eines Vortrags von Erich von Drygalski im Jahre 1899 über die bevorstehende Expedition in die Antarktis, bewarb sich Gazert als Expeditionsarzt. Diese Stelle erhielt er schließlich am 1. April 1900. Während der Gauß-Expedition 1901–03 widmete er sich vorwiegend dem Studium von Stoffwechselvorgängen unter polaren Bedingungen, er nahm aber auch meteorologische Beobachtungen vor, um andere Expeditionskollegen zu entlasten. Auch die Kenntnisse in Glaziologie kamen zum Tragen, als er von Drygalski zweimal zum Gaußberg begleitete und unterwegs Schnee- und Eisstrukturen aufzeichnete.
Gazert empfahl den Expeditionsteilnehmern den Verzehr von frischer Nahrung. Im Gegensatz dazu ernährte sich eine Gruppe von fünf Wissenschaftlern, die in einer Zweigstation auf den Kerguelen verblieben waren, nur von Konservennahrung. Zwei Expeditionsmitglieder erkrankten daraufhin an Beriberi, der Meteorologe Josef Enzensperger starb im Februar 1903 an der Krankheit. Als Ursache von Beriberi nahm man zu dieser Zeit noch eine Infektion an, was Gazert aber schon bezweifelte. Gazerts Aufzeichnungen wurden 1913 von Claus Schilling am Preußischen Institut für Infektionskrankheiten in Berlin ausgewertet und Beriberi als Vitaminmangelerkrankung erkannt.

## Späteres Leben
Nach der Rückkehr aus der Antarktis wurde er Chefarzt des Partenkirchner Krankenhauses. Diese Position bekleidete er bis 1946. Im Jahre 1910 gründete Gazert die Freiwillige Sanitätskolonne vom Roten Kreuz Partenkirchen-Garmisch und 1925 den Gebirgsunfalldienst im Roten Kreuz, der später mit der Bergwacht vereinigt wurde. Das Abzeichen mit dem Roten Kreuz im Edelweiß stammt von ihm.

## Nachlass
Ein wissenschaftlicher Nachlass Gazerts mit Tagebüchern der Südpolarexpedition (u. a.) befindet sich heute im Archiv für Geographie des Leibniz-Instituts für Länderkunde in Leipzig.

## Auszeichnungen
- 1902: Benennung des Kap Gazert an der Westküste der subantarktischen Insel Heard
- 1950: Ehrenbürger von Garmisch-Partenkirchen
- 1953: Verdienstkreuz (Steckkreuz) der Bundesrepublik Deutschland
- 1960: Großes Bundesverdienstkreuz
- 1961: Benennung eines Berges in Nordwest-Spitzbergen als Gazertfjell, Nachbarberg des Drygalskikammes.

## Werke (Auswahl)
- Bakteriologische Aufgaben der Deutschen Südpolar-Expedition. In: Petermanns Geographische Mitteilungen, Nr. VII, 1901
- Deutsche Südpolarexpedition, III. Gesundheitsbericht; Veröffentl. des Instituts für Meereskunde, H. 5, 1903
- Unser Leben im Polareis. In: Westermanns Illustrirte Deutsche Monatshefte. Band 97, 1904, S. 40 53.
- Bedeutung der Bakterien im Haushalt des Meeres. In: Dtsch. Revue. Band 31, Nr. 55, 1906, S. 236–244.
- Deutsche Südpolar-Expedition 1901–1903. VII: Proviant u. Ernährung, S. 1–73, Ärztl. Erfahrungen und Studien auf der Dtsch. Südpolar-Expedition 1901–03, S. 301–352 Untersuchungen über Meeresbakterien und ihren Einfluß auf den Stoffwechsel im Meere, S. 235–296. Die Beriberifälle auf Kerguelen (unter Mitwirkung von Dr. Otto Renner), S. 357–386. Georg Reimer, Berlin 1927.